# Астрономическая станция Серро-Эль-Робле
Астрономическая станция Серро-Эль-Робле — астрономическая обсерватория, основанная в 1968 году на горе Эль-Робле, Чили. Обсерватория принадлежит Университету Чили. Обсерватория создавалась по договору между Университетом Чили и ГАО АН СССР. До начала строительства обсерватории на горе Робле советские астрономы проводили наблюдения в обсерватории Серро-Калан (код MPC 806), затем ими использовалась станция Серро-Эль-Робле. В связи с военным переворотом в Чили (с 11 сентября 1973 года под руководством Пиночета) советским астрономам пришлось уехать из Чили, оставив всю технику.

## Список открытых астероидов
| 1973 Colocolo     | 18 июля 1968     | with S. Cofre  |
| 1974 Caupolican   | 18 июля 1968     | with S. Cofre  |
| 1992 Galvarino    | 18 июля 1968     | with S. Cofre  |
| 2028 Janequeo     | 18 июля 1968     | with S. Cofre  |
| 2282 Andres Bello | 22 марта 1974    |                |
| 2518 Rutllant     | 22 марта 1974    |                |
| 2654 Ristenpart   | 18 июля 1968     | with S. Cofre  |
| 2741 Valdivia     | 1 декабря 1975   | with S. Barros |
| 2784 Domeyko      | 15 апреля 1975   |                |
| 2858 Carlosporter | 1 декабря 1975   | with S. Barros |
| 2976 Lautaro      | 22 апреля 1974   |                |
| 3050 Carrera      | 13 июля 1972     |                |
| 3361 Orpheus      | 24 апреля 1982   |                |
| 3922 Heather      | 26 сентября 1971 |                |
| 3970 Herran       | 28 июня 1979     |                |
| 4269 Bogado       | 22 марта 1974    |                |
| 4853 Marielukac   | 18 июля 1979     |                |
| (4878) 1968 OF    | 18 июля 1968     | with S. Cofre  |
| (4881) 1975 XJ    | 1 декабря 1975   |                |
| 5569 Colby        | 22 марта 1974    |                |
| (5659) 1968 OA1   | 18 июля 1968     | with S. Cofre  |
| (6217) 1975 XH    | 1 декабря 1975   | with S. Barros |
| (6888) 1971 BD3   | 27 января 1971   | with J. Petit  |
| (6889) 1971 RA    | 15 сентября 1971 | with J. Petit  |
| (6940) 1972 HL1   | 19 апреля 1972   |                |
| (7045) 1974 FJ    | 22 марта 1974    |                |
| (7151) 1971 SX3   | 26 сентября 1971 |                |
| (7975) 1974 FD    | 22 марта 1974    |                |
| (8605) 1968 OH    | 18 июля 1968     | with S. Cofre  |
| (9917) 1979 MK    | 26 июня 1979     |                |
| (10993) 1975 XF   | 1 декабря 1975   | with S. Barros |
| (12660) 1975 NC   | 15 июля 1975     | with S. Barros |
| (16352) 1974 FF   | 22 марта 1974    |                |
| (17350) 1968 OJ   | 18 июля 1968     | with S. Cofre  |
| (27655) 1968 OK   | 18 июля 1968     | with S. Cofre  |
| (29079) 1975 XD   | 1 декабря 1975   | with S. Barros |
| (43722) 1968 OB   | 18 июля 1968     | with S. Cofre  |

## Инструменты обсерватории
- АЗТ-16 — светосильный двухменисковый астрограф системы Максутова (D=700/1000 мм, F=2076 мм, поле зрения 5x5 гр).[1] Изготовлен в 1964 на ЛОМО под руководством автора оптической системы Д.Максутова.

## Направления исследований
- Высокоточные астрометрические измерения
- Измерения собственных движений звезд южного полушария
- Открытие астероидов
- Поиск вспышек сверхновых звезд[2]

## Основные достижения
- 4753 астрометрических измерений опубликовано с 1968 по 1987 года [3]
- Открытие около 40 астероидов и 4 сверхновых

## Известные сотрудники
- Карлос Торрес — открыл с 1968 по 1982 года 37 астероидов, являлся руководителем чилийских астрономов
- С. Кофре[англ.]
- J. Petit
- S. Barros
- А. Н. Дейч
- Х. И. Поттер
- Ю. А. Беляев
- Г. А. Плюгин
- Митрофан Степанович Зверев — руководитель чилийской экспедиции советских астрономов[4]